# مهرآباد (جوین)
مهرآباد، روستایی است از توابع بخش مرکزی و در شهرستان جوین استان خراسان رضوی ایران. مردم روستای مهرآباد به زبان فارسی خراسانی با لهجه سبزواری صحبت می‌کنند.

## جمعیت
این روستا در دهستان پیراکوه قرار داشته و بر اساس سرشماری سال ۱۳۸۵ جمعیت آن ۱۳ نفر (۶ خانوار)
بوده‌است.